# توم وود (لاعب اتحاد الرغبي)
توم وود (بالإنجليزية: Tom Wood)‏ هو لاعب اتحاد الرغبي بريطاني، ولد في 3 نوفمبر 1986 في كوفنتري في المملكة المتحدة.

## وصلات خارجية
- توم وود على موقع دوري الرغبي الممتاز (الإنجليزية)
- توم وود عل موقع إسبنسكروم (الإنجليزية)
- توم وود على موقع ItsRugby.co.uk (الإنجليزية)